# La Casa Nova del Crous
La Casa Nova del Crous és un conjunt de Vilanova de Sau (Osona) que forma part de l'Inventari del Patrimoni Arquitectònic de Catalunya.

## Descripció

### Edifici civil
Masia de planta rectangular coberta a dues vessants amb el carener perpendicular a la façana, orientada a migdia. Consta de planta baixa i un pis. La façana presenta un portal rectangular amb llinda de fusta a l'extrem dret i dues construccions adossades a la part esquerra, destinades a corrals. A nivell del primer pis s'obren dues finestres. A llevant el mur és gairebé cec, només presenta una finestra a cada pis. A la part de tramuntana s'hi adossen dos cossos, cada un cobert a una única vessant, un dels quals correspon a l'antic forn, al primer pis s'hi obre una finestreta. A ponent s'hi adossa un altre cos i hi ha una finestra tapiada.
Materials constructius: granit vermell nit amb fang i morter de calç. Les obertures són de totxo cuit. L'estat de conservació és regular.

### Cabana
Edifici situat davant l'era del mas. És de planta rectangular coberta a dues vessants, amb el carener perpendicular a la façana, orientada a migdia. Té planta baixa i un pis. La façana presenta un portal rectangular a la part esquerra i la dreta és oberta, igual que els murs del primer pis, que només estan protegits per unes llates de fusta que permeten el pas de l'aire. A la part de llevant el primer pis presenta les mateixes obertures. La resta dels murs són cecs. Els materials constructius són granit vermell unit amb fang i morter de calç. Els portals i els pilars del primer pis són de maó cuit i els escaires són de pedra. L'estat de conservació és mitjà.

## Història
Masia situada dins la demarcació de la parròquia de Vilanova de Sau, prop del modern poblat de Sant Romà.
Es troba registrada al nomenclàtor de la província de l'any 1892 i consta com la Casanova del Crous "masia-casa de labranza".